# Julian Albus
Julian Albus (* 20. Mai 1992 in Tübingen) ist ein deutscher Basketballspieler. Albus entstammt der Jugend des damaligen Erstligisten Walter Tigers Tübingen. Später kam er in Tübingen und in Würzburg zu Bundesliga-Einsätzen. Albus gehörte 2014 und 2015 dem Kader der deutschen A2-Nationalmannschaft an.

## Karriere
Albus spielte in seiner Jugend zunächst Tennis, bevor er sich auf das Basketballspiel verlegte und nach einer Saison in der Jugend des TV Rottenburg dem SV 03 Tübingen anschloss. Nachdem Albus 2009 mit der Junioren-Mannschaft Young Tigers noch am Aufstieg in die höchste Junioren-Spielklasse Nachwuchs-Basketball-Bundesliga (NBBL) gescheitert war, gelang dieser ein Jahr später. In der folgenden Saison 2010/11 verpassten die Young Tigers aber den Einzug in die Play-offs um die Meisterschaft der NBBL.
Albus verstärkte mit Doppellizenz ab 2010 den Kader des Erstligisten Walter Tigers an und kam ab der Bundesliga-Saison 2011/12 zu einzelnen Kurzeinsätzen in der höchsten deutschen Spielklasse. Nachdem die Tübinger dreimal hintereinander im gesicherten Mittelfeld eine Teilnahme an den Play-offs um die deutsche Meisterschaft verpasst hatten, rutschten sie nach schlechtem Saisonstart in der Saison 2013/14 in Abstiegsgefahr. Erst im Verlauf der Rückrunde konnten sie einen Nicht-Abstiegsplatz erreichen. Albus kam in der zweiten Saisonhälfte verstärkt zum Einsatz. Er absolvierte dabei fast genauso viele Einsätze wie in den beiden Saisons zuvor zusammen bei knapp zehn Minuten durchschnittlicher Einsatzzeit pro Spiel, was einer Vervierfachung seiner bisherigen durchschnittlichen Einsatzzeit entsprach. Für seine Leistungssteigerung und seinen Beitrag in Tübingen wurde er im Sommer 2014 mit einer Berufung in die A2-Nationalmannschaft belohnt, für die er unter anderem bei einem internationalen Turnier in China im Einsatz war.
Nach einem Trainerwechsel während der Saison 2015/16, wurde er in der kommenden Spielzeit nicht mehr berücksichtigt und wechselte deshalb in die ProA zu den White Wings Hanau. Dort konnte er sich allerdings nicht durchsetzen und ging schon zur darauf folgenden Saison zur TG Würzburg in die ProB. Er wurde Mannschaftskapitän, ab der Saison 2020/2021 zählte er fest zum Bundesliga-Aufgebot von S.Oliver Würzburg. Er kam auch in Europapokalwettbewerb FIBA Europe Cup zum Einsatz und erreichte in diesem mit Würzburg 2019 die Endspiele, die gegen Dinamo Basket Sassari aus Italien verloren wurden.
Nach insgesamt 151 Bundesliga-Einsätzen wechselte er in der Sommerpause 2022 zum Zweitligisten PS Karlsruhe. 2024 gewann er als Kapitän mit der Mannschaft den Zweitligameistertitel, ein Teilnahmerecht für die Bundesliga erhielten die Karlsruher aber nicht.